# Пушкинский (Белебеевский район)
Пушкинский (баш. ) — упразднённый в 2005 году посёлок Усень-Ивановского сельсовета Белебеевского района Республики Башкортостан.

## География
Стоит возле пруда Пушкинский, образованный  запруживанием речки Дигарик.

### Географическое положение
Расстояние до:
- районного центра (Белебей): 12 км,
- центра сельсовета (Усень-Ивановское): 6 км,
- ближайшей ж/д станции (Белебей): 13 км.

## История
Назван в честь классика русской литературы А. С. Пушкина.
Закон Республики Башкортостан «О внесении изменений в административно-территориальное устройство Республики Башкортостан в связи с образованием, объединением, упразднением и изменением статуса населенных пунктов, переносом административных центров» от 20 июля 2005 года N 211-з, ст.1 гласил:

4. Упразднить следующие населенные пункты:
8) в Белебеевском районе:

д) поселок Пушкинский Усень-Ивановского сельсовета

## Население
На 1 января 1969 года проживали 56 человек; преимущественно русские.